# 키햐
키햐(한국어: 키햐, 영어: Kihya)는 스마트폰 애플리케이션을 통해 주류스마트오더 서비스를 제공하는 영리기업이다.

## 연혁
- 2023년 11월 혁신의숲 어워즈 미래성장상 수상
- 2023년 6월 팁스(TIPS), 구글 창구 프로그램 5기 선정
- 2022년 11월 서울대학교기술지주회사, TBT 등으로부터 프리시리즈A 투자 유치
- 2022년 10월 주류스마트오더 서비스 키햐 론칭